# زلزال كانتو الكبير 1923

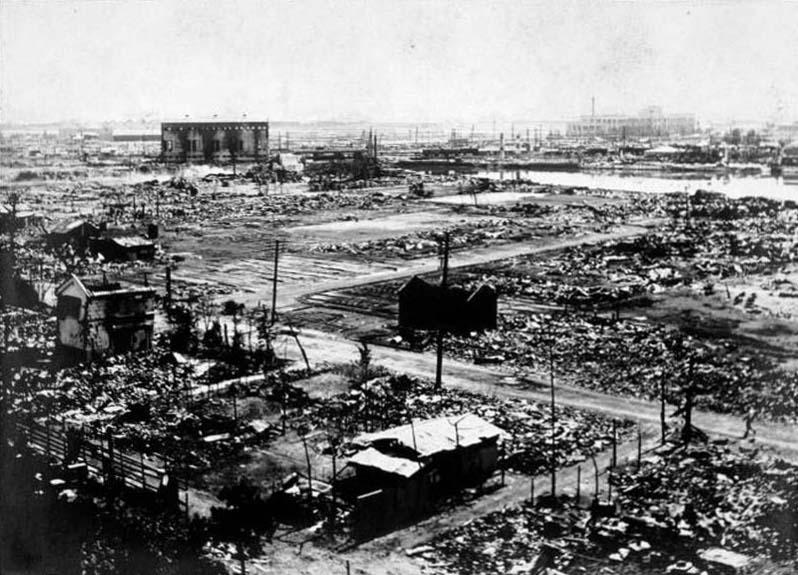
منظر لمدينة يوكوهاما بعد الزلزال.

زلزال كانتو الكبير 1923 (باليابانية: 関東大震災 كانتو-دايشينساي) هو زلزال ضرب منطقة كانتو في جزيرة هونشو الرئيسية في اليابان في الساعة 11:58:44 صباحاً من يوم 1 سبتمبر 1923.
كانت قوة الزلزال هي 8.3 درجات على مقياس ريختر ومركزه تحت إزو أوشيما في خليج ساغامي. من أهم المناطق التي ضربها الزلزال كانت العاصمة اليابانية طوكيو، مدينة يوكوهاما، ومحيطاتها في محافظات كاناغاوا، تشيبا وشيزوكا.
تترواح أعداد ضحايا الزلزال التي أحصيت بين 100 ألف إلى 142 ألف حالة وفاة (عدد 142 ألف يشمل 40 ألف شخص لم يعثر على رفاتهم).

## وصلات خارجية
- Website and Online Image Archive of Great Kanto Earthquake Compiled by J. Charles Schencking, The University of Hong Kong
- Great Kanto Earthquake 1923 Online photo gallery by A. Kengelbacher
- Film footage of the 1923 Great Kanto earthquake
- The Great Kanto Earthquake of 1923: Materials from the Dana and Vera Reynolds Collection A Brown University Library Digital Collection